# Bagneux (Aisne)
Bagneux ist eine französische Gemeinde mit 62 Einwohnern (Stand 1. Januar 2022) im Département Aisne in der Region Hauts-de-France (vor 2016 Picardie). Sie gehört zum Arrondissement Soissons, zum Kanton Soissons-1 und zum Gemeindeverband GrandSoissons Agglomération.

## Lage
Die Gemeinde Bagneux liegt am Flüsschen Hosien im Hügelland zwischen den Flusstälern von Ailette und Aisne, südwestlich des Höhenzuges Chemin des Dames, neun Kilometer nördlich von Soissons. Die östliche Gemeindegrenze wird von einer alten Heerstraße (Chaussée Brunehaut) markiert. Umgeben ist Bagneux von den Nachbargemeinden Épagny im Westen und Norden, Crécy-au-Mont im Nordosten, Juvigny im Osten sowie Bieuxy im Süden.

## Bevölkerungsentwicklung
| Jahr                       | 1962 | 1968 | 1975 | 1982 | 1990 | 1999 | 2006 | 2014 | 2021 |
| -------------------------- | ---- | ---- | ---- | ---- | ---- | ---- | ---- | ---- | ---- |
| Einwohner                  | 61   | 52   | 58   | 68   | 61   | 62   | 71   | 71   | 63   |
| Quellen: Cassini und INSEE |      |      |      |      |      |      |      |      |      |

## Sehenswürdigkeiten

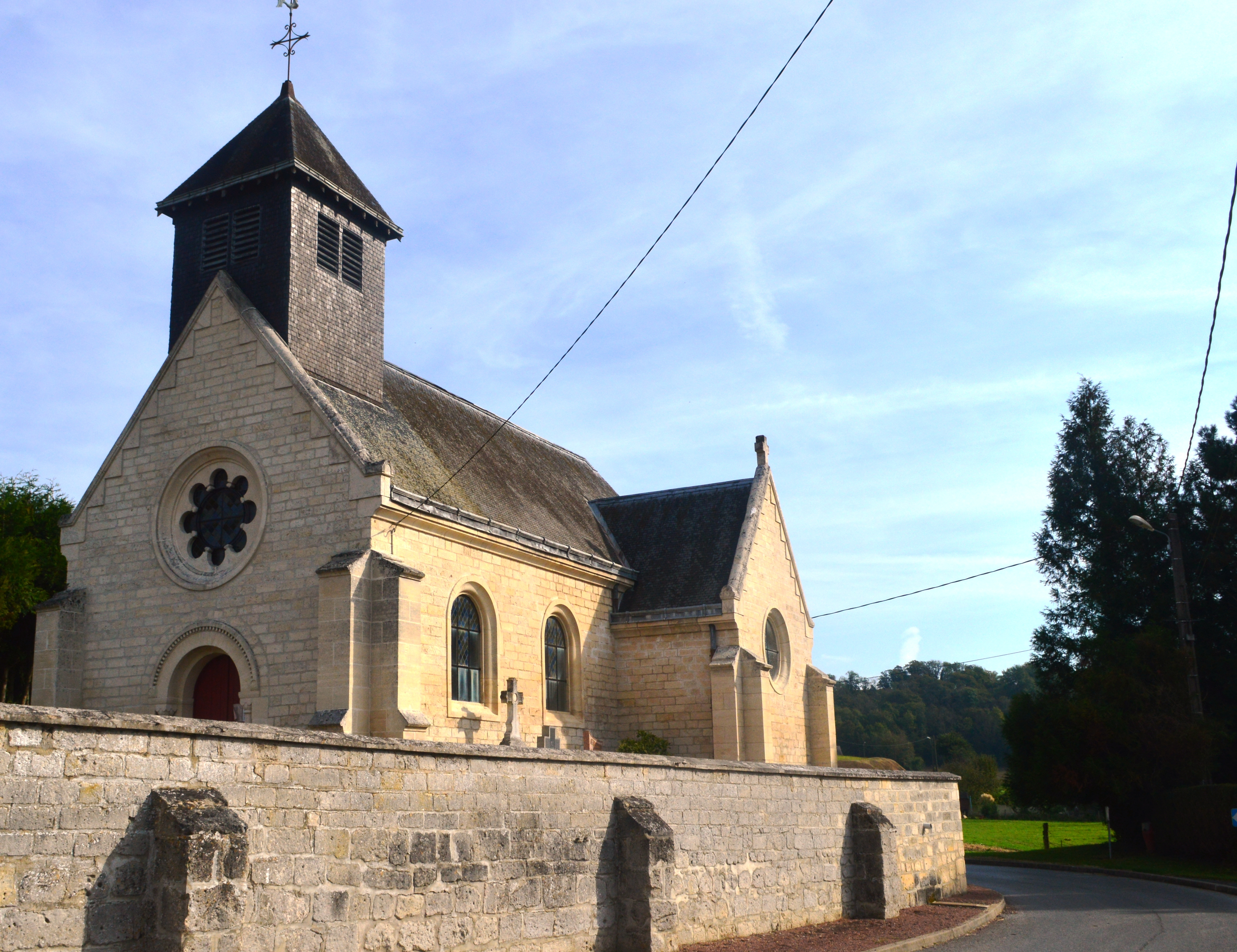
Kirche Saint-Martin

- Kirche Saint-Martin

## Persönlichkeiten
- André-Louis Cholesky (1875–1918), Mathematiker, während des Ersten Weltkriegs in Bagneux gefallen